# 上海市泸定中学
上海市泸定中学于1965年建立在中華人民共和國上海市长宁区中山西路909号（现中山西路911弄1号），是公办学校，校名来自纪念“飞夺泸定桥”，1966年更名为“上海市泸定中学”。1999年3月15日，在学校园内创办了校园报纸《小小法学家》报。2006年，泸定中学新建新校舍完成，新校舍采用了外墙保温节能建筑材料。2017年12月14日娄山中学教育集团成立当天，泸定中学加入该集团。校长为赵惠勤，副校长为徐列峰。